# Superstars V8 Racing
Superstars V8 Racing é um jogo de corrida desenvolvido pela Milestone S.r.l. baseada na temporada 2008 da Superstars Series. Disponível para Arcade em 17 de abril de 2009 e portado para Xbox 360, PlayStation 3 e Windows em 26 de junho de 2009. É o primeiro jogo de corrida da desenvolvedora  Milestone S.r.l. desde Evolution GT lançado em 2006.